# Elseby den trollkyndige
Elseby den trollkyndige, död 1849, var en norsk botare. 
Hon var verksam i Biri. Hon var regionalt berömd för sin påstådda magiska förmåga, och uppgavs kunna återfinna flickor som blivit bergtagna och mana fram djävulen.